# Живојин Тодоровић
Живојин Тодоровић (1887−1937) један је од мање познатих драгачевских каменорезаца из Пухова. Солидан мајстор–занатлија.

## Дело
Споменике је израђивао од пуховског пешчара. У њих је урезивао опширне биографије покојника, хришћанске симболе (крстови, чираци, свеће), вегетабилну орнаментику, представе голубова који зобљу грожђе и оруђа за рад занатлијама, земљоделцима и домаћицама.

## Живот
Трагично је изгубио живот 1937. године вадећи камен у мајдану Буковац у Пухову, о чему сведочи епитаф на споменику на Нешовановића гробљу:
У овом гробу
жалосноме двору
лежи тело неуморног радника
раб. бож.
Живојина Д. Тодоровића
из Пухова
бив. каменорезац
надгробних споменика.
Поживи 50 год.
Радећи у свом раду погибе
19. јуна 1937. год.
звани мајдан буковац.
Остави уцвељену супругу
и 6 малолетну децу
да за навек оплакују.
Бог да му душу прости.
Спомен подигоше му супруга Перка
и синови Благоје и Драгиша и Милић.